# ルイス・ペレス (野球)
ルイス・マニュエル・ペレス・ゴンサレス（Luis Manuel Pérez Gonzalez, 1985年1月20日 - ）は、ドミニカ共和国モンテ・クリスティ州グアユビン出身の元プロ野球選手（投手）。左投左打。

## 経歴

### プロ入りとブルージェイズ時代

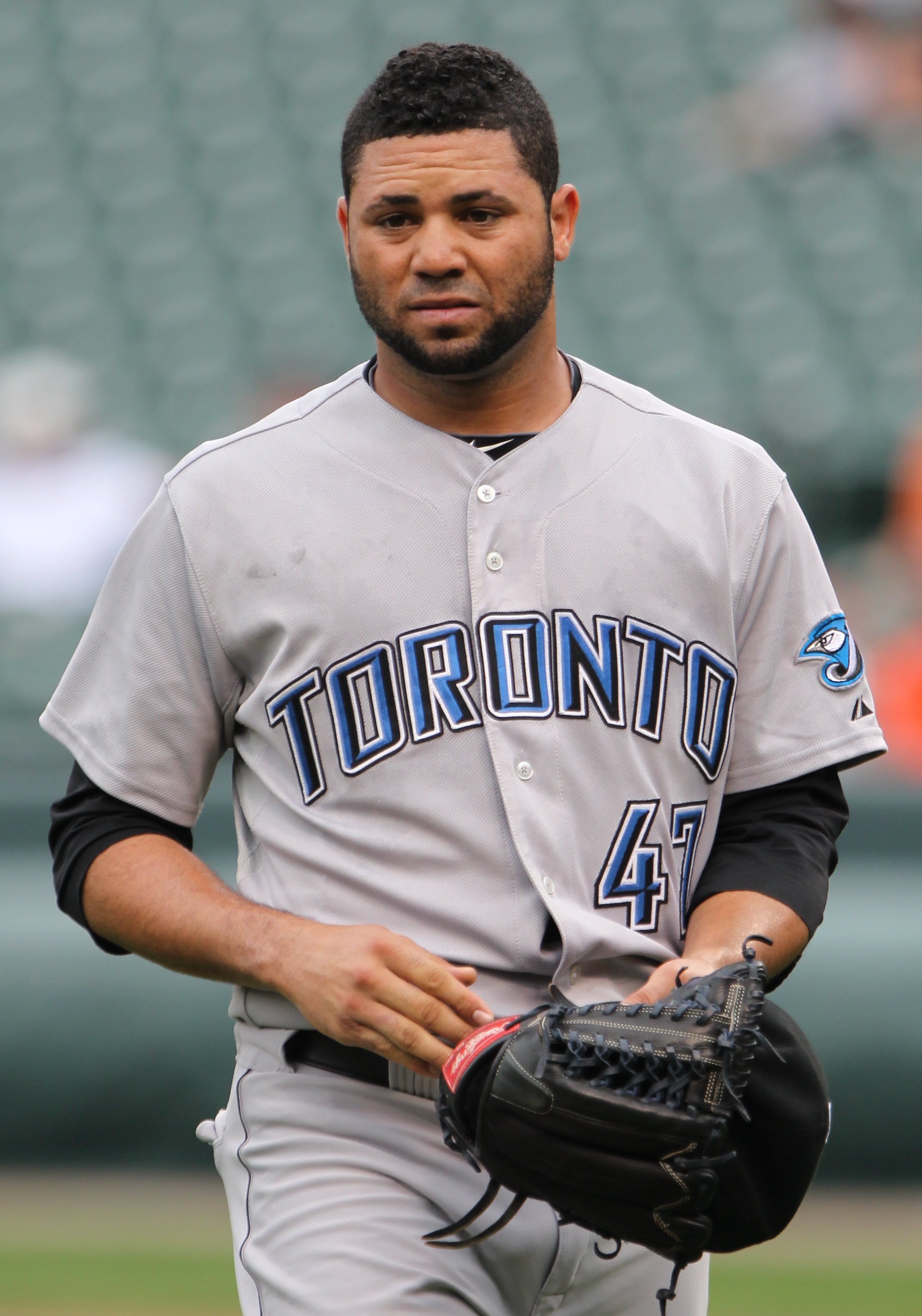
トロント・ブルージェイズ時代
（2011年9月1日）

2003年にトロント・ブルージェイズと契約。
2008年11月にブルージェイズの40人枠に入った。
2011年4月16日のボストン・レッドソックス戦でメジャーデビュー。
2014年には、3月20日にマット・トゥイアソソーポをメジャーロースター40人枠に入れるため、ブルージェイズから DFAとなり、10日以内の措置としてFAが選択された。

### ブレーブス傘下時代
2014年3月29日にアトランタ・ブレーブスとマイナー契約を結び、ルーキー級のドミニカン・サマーリーグに送られた。また、オフには、そのままドミニカ共和国に残り、ドミニカン・ウインターリーグにも参加している。

### ブルージェイズ復帰
2015年1月30日にブルージェイズと再びマイナー契約を結んだ。オフにFAとなった。11月に開催された第1回WBSCプレミア12のドミニカ共和国代表に選出された。

### 東京ヤクルト時代
2015年12月24日に、東京ヤクルトスワローズと1年契約を結んだ。同年のリーグ優勝を支えたリリーフのトニー・バーネット、オーランド・ロマンが退団したことによる獲得だった。推定年俸は5,400万円で、背番号は13。
2016年は開幕前からジョシュ・ルーキーと共に中継ぎの一角として期待され、開幕を一軍で迎えた。ところがシーズンに入ると制球難から先発、中継ぎの双方で炎上を繰り返し、2勝2敗ながら防御率は8.02まで達した。オフの12月2日に自由契約公示された。

### インディアンス傘下時代
2017年2月10日にクリーブランド・インディアンスとマイナー契約を結んだ。3月29日に放出された。

### メキシカンリーグ時代
2018年1月31日にメキシカンリーグのモンテレイ・サルタンズと契約を結んだ。4月13日に放出された。

## 投球スタイル
平均92.6mph（約149km/h）の速球（主にツーシーム）が全投球の7割以上を占める。他には、スライダーとチェンジアップを投げる。
マイナーリーグでは先発、メジャーリーグでは主にロングリリーフとして起用されている。

## 詳細情報

### 年度別投手成績
| 年 度    | 球 団    | 登 板 | 先 発 | 完 投 | 完 封 | 無 四 球 | 勝 利 | 敗 戦 | セ 丨 ブ | ホ 丨 ル ド | 勝 率 | 打 者 | 投 球 回 | 被 安 打 | 被 本 塁 打 | 与 四 球 | 敬 遠 | 与 死 球 | 奪 三 振 | 暴 投 | ボ 丨 ク | 失 点 | 自 責 点 | 防 御 率 | W H I P |
| -------- | -------- | ----- | ----- | ----- | ----- | -------- | ----- | ----- | -------- | ----------- | ----- | ----- | -------- | -------- | ----------- | -------- | ----- | -------- | -------- | ----- | -------- | ----- | -------- | -------- | ------- |
| 2011     | TOR      | 37    | 4     | 0     | 0     | 0        | 3     | 3     | 0        | 4           | .500  | 294   | 65.0     | 74       | 9           | 27       | 1     | 5        | 54       | 4     | 0        | 40    | 37       | 5.12     | 1.55    |
| 2012     | TOR      | 35    | 0     | 0     | 0     | 0        | 2     | 2     | 0        | 4           | .500  | 175   | 42.0     | 38       | 3           | 16       | 0     | 3        | 39       | 0     | 0        | 16    | 16       | 3.43     | 1.29    |
| 2013     | TOR      | 6     | 0     | 0     | 0     | 0        | 0     | 1     | 0        | 0           | .000  | 21    | 5.0      | 4        | 0           | 2        | 0     | 0        | 6        | 0     | 0        | 3     | 3        | 5.40     | 1.20    |
| 2016     | ヤクルト | 19    | 1     | 0     | 0     | 0        | 2     | 2     | 0        | 1           | .500  | 107   | 21.1     | 26       | 2           | 15       | 2     | 3        | 19       | 2     | 0        | 20    | 19       | 8.02     | 1.83    |
| MLB：3年 | MLB：3年 | 78    | 0     | 0     | 0     | 0        | 5     | 6     | 0        | 8           | .455  | 490   | 112.0    | 116      | 12          | 45       | 1     | 8        | 99       | 4     | 0        | 59    | 56       | 4.50     | 1.44    |
| NPB：1年 | NPB：1年 | 19    | 1     | 0     | 0     | 0        | 2     | 2     | 0        | 1           | .500  | 107   | 21.1     | 26       | 2           | 15       | 2     | 3        | 19       | 2     | 0        | 20    | 19       | 8.02     | 1.83    |

- 2020年度シーズン終了時

### 年度別守備成績
| 年 度 | 球 団 | 投手（P） | 投手（P） | 投手（P） | 投手（P） | 投手（P） | 投手（P） |
| 年 度 | 球 団 | 試 合     | 刺 殺     | 補 殺     | 失 策     | 併 殺     | 守 備 率  |
| ----- | ----- | --------- | --------- | --------- | --------- | --------- | --------- |
| 2011  | TOR   | 37        | 2         | 6         | 2         | 1         | .800      |
| 2012  | TOR   | 35        | 1         | 3         | 1         | 0         | .800      |
| 2013  | TOR   | 6         | 0         | 1         | 0         | 0         | 1.000     |
| MLB   | MLB   | 78        | 3         | 10        | 3         | 1         | .813      |

- 2020年度シーズン終了時

### 記録
NPB
- 初登板：2016年3月25日、対読売ジャイアンツ1回戦（東京ドーム）、7回裏に3番手で救援登板、1回2/3を被安打1、無失点
- 初奪三振：同上、8回裏に 亀井善行から
- 初勝利：2016年4月23日、対中日ドラゴンズ4回戦（ナゴヤドーム）、8回裏に4番手で救援登板、1回を無安打、無失点

### 背番号
- 47 （2011年 - 2013年）
- 13 （2016年）